# Hibbertia brevipedunculata
Hibbertia brevipedunculata är en tvåhjärtbladig växtart som beskrevs av Toelken. Hibbertia brevipedunculata ingår i släktet Hibbertia och familjen Dilleniaceae. Inga underarter finns listade i Catalogue of Life.